# Kościół bł. Michała Kozala Biskupa i Męczennika w Ryjewie
Kościół błogosławionego Michała Kozala Biskupa i Męczennika – jeden z dwóch rzymskokatolickich kościołów parafialnych znajdujących się we wsi Ryjewo, w powiecie kwidzyńskim, w województwie pomorskim. Kościół należy do dekanatu Sztum diecezji elbląskiej.
Jest to świątynia wzniesiona w 1895 roku dla ryjewskiej gminy protestanckiej. Po zakończeniu II wojny światowej popadła w ruinę. Została odbudowana w latach 1988-91 i obecnie należy do katolików, pełni funkcję kościoła parafialnego parafii p.w. bł. Michała Kozala. Wpisana została do rejestru zabytków województwa pomorskiego w dniu 5 grudnia 1989 roku pod numerem A-1294.